# Upplands runinskrifter 1039
Upplands runinskrifter 1039 är en vikingatida runsten av granit med ljusröd skiftning i Bräcksta, Tensta socken och Uppsala kommun. 
Runstenen är 2,2 meter hög, 1,05 meter bred och 0,45 meter tjock. Runhöjden är åtta centimeter hög. Stenen är ristad på två sidor. A-sidan är troligen Öpirs verk medan Kjule har signerat B-sidan.

## Inskriften
Translitterering av runraden:
§AP sthotbiarn ' auk istain ' (r)itu siin ' yftiʀ ' fnþur sin kula ' mesku ' g|i|r|i| |g|i|r|istr [li](t)in · sahlu hos 
§AQ sthotbiarn ' auk istain ' (r)itu siin ' yftiʀ ' fnþur sin kula ' mesku ' giristr [li](t)in · sahlu hos 
§B kiulin ' ristiʀ ' runo ' þas ' kitiluha ' hit ' kuino ' has ' auk ' uielf/uielf͡r
Normalisering till runsvenska:
§AP Stoðbiorn(?) ok Øystæinn/Æistæinn rettu stæin æftiʀ faður sinn Gulla(?). Miskunn gæri(?) Kristr, lettin salu hans. 
§AQ Stoðbiorn(?) ok Øystæinn/Æistæinn rettu stæin æftiʀ faður sinn Gulla Myskiu. Kristr lettin salu hans. 
§B Kiuli(?) ristiʀ runaʀ þasi. Kætillaug/Kætillauga het kvena hans, ok Viælf/Viælfʀ.
Översättning till nusvenska:
Stodbjörn (?) och Östen uppreste stenen till minne av sin fader Gulle(?). Misskund göre (?) Krist, give lättnad åt hans själ. 
Kjule(?) ristar (el. ristade?) dessa runor. Kättillög hette hans hustru, och Yiälv.